# Erfurtská radnice
Erfurtská radnice je novogotická budova stojící na náměstí Fischmarkt v Erfurtu.
Počátky budovy sahají do 11. století. Do roku 1706 dosáhl komplex budov dnešní velikosti. V roce 1830 byla stará radnice stržena, jako důvod bylo označeno malé poškození na střeše. Po nashromáždění finančních prostředků začala roku 1869 výstavba radnice v její dnešní novogotické podobě. Roku 1875 se začala do budovy stěhovat první pracoviště a oficiálně zprovozněna byla budova dne 2. června 1882.
Radnice se skládá ze slavnostního sálu, jehož výzdobu v podobě výjevů z dějin Erfurtu zhotovil historický malíř Johann Peter Theodor Janssen. Dalšími nádhernými obrazy je vyzdobeno schodiště, o jehož výzdobu se postaral Eduard Kaempffer v letech 1889/96, a velká část veřejnosti přístupných prostor, které zdobí výjevy z Fausta příběh hraběte z Gleichen.
Na obou stranách balkonu, umístěného v průčelí budovy, jsou umístěny od roku 1878 jako upomínka na znovusjednocení Německé Říše sochy Fridricha I. Barbarossy a Viléma I. Obě 2,80 metrů vysoké z kelheimského vápence vytvořené sochy byly 4. července 1945 ze svých podstavců svrženy a rozbity. Tvůrce soch Georg Kugel je také autorem tří svícnů zdobících schodiště, dvou zinkových chrličů, postavy muže pod balkonem a městského znaku na štítu budovy.
Ve třicátých letech 20. století byla radnice rozšířena o rozsáhlé přístavby podle návrhů, které vyhotovil Johannes Klass.

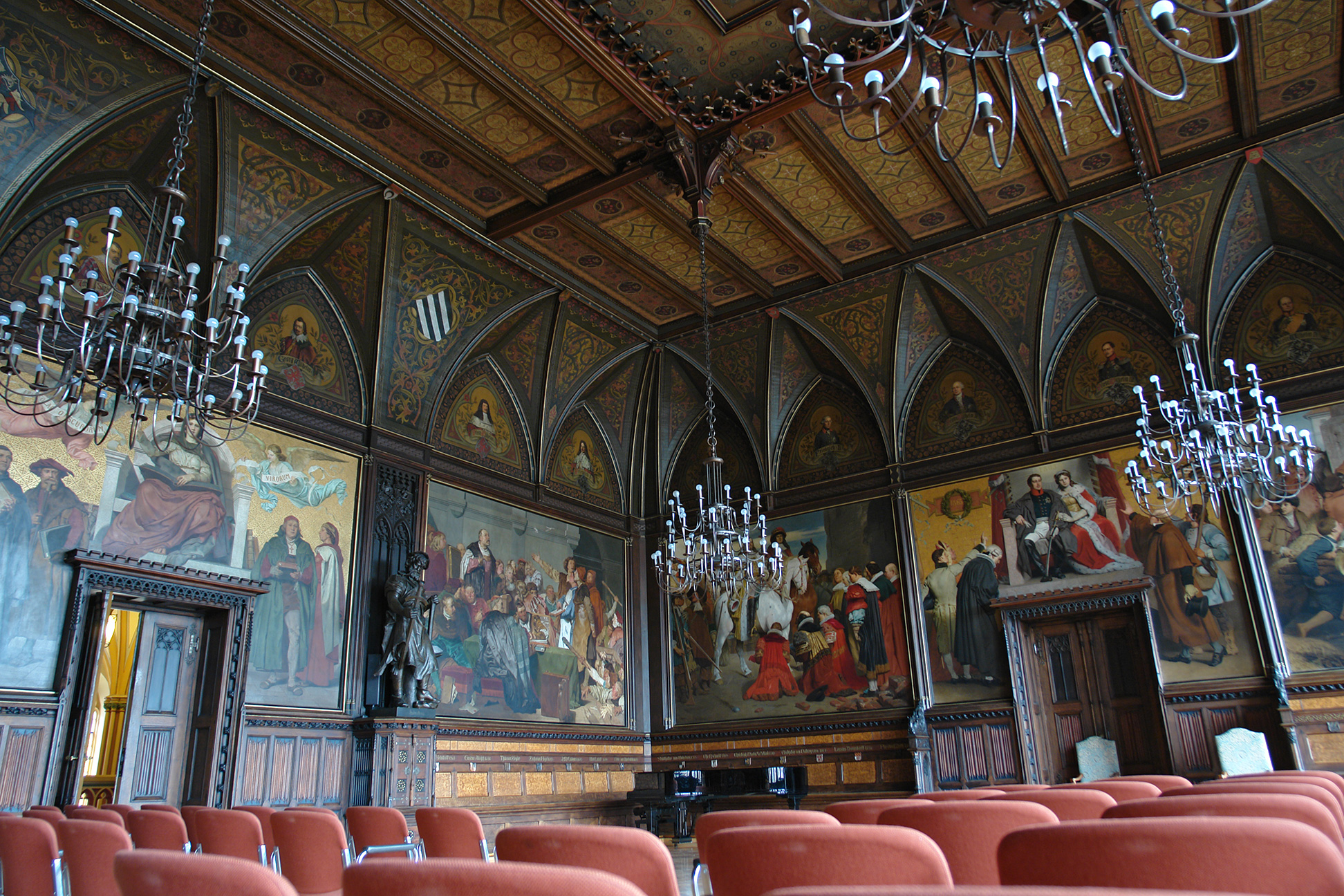
Slavnostní sál
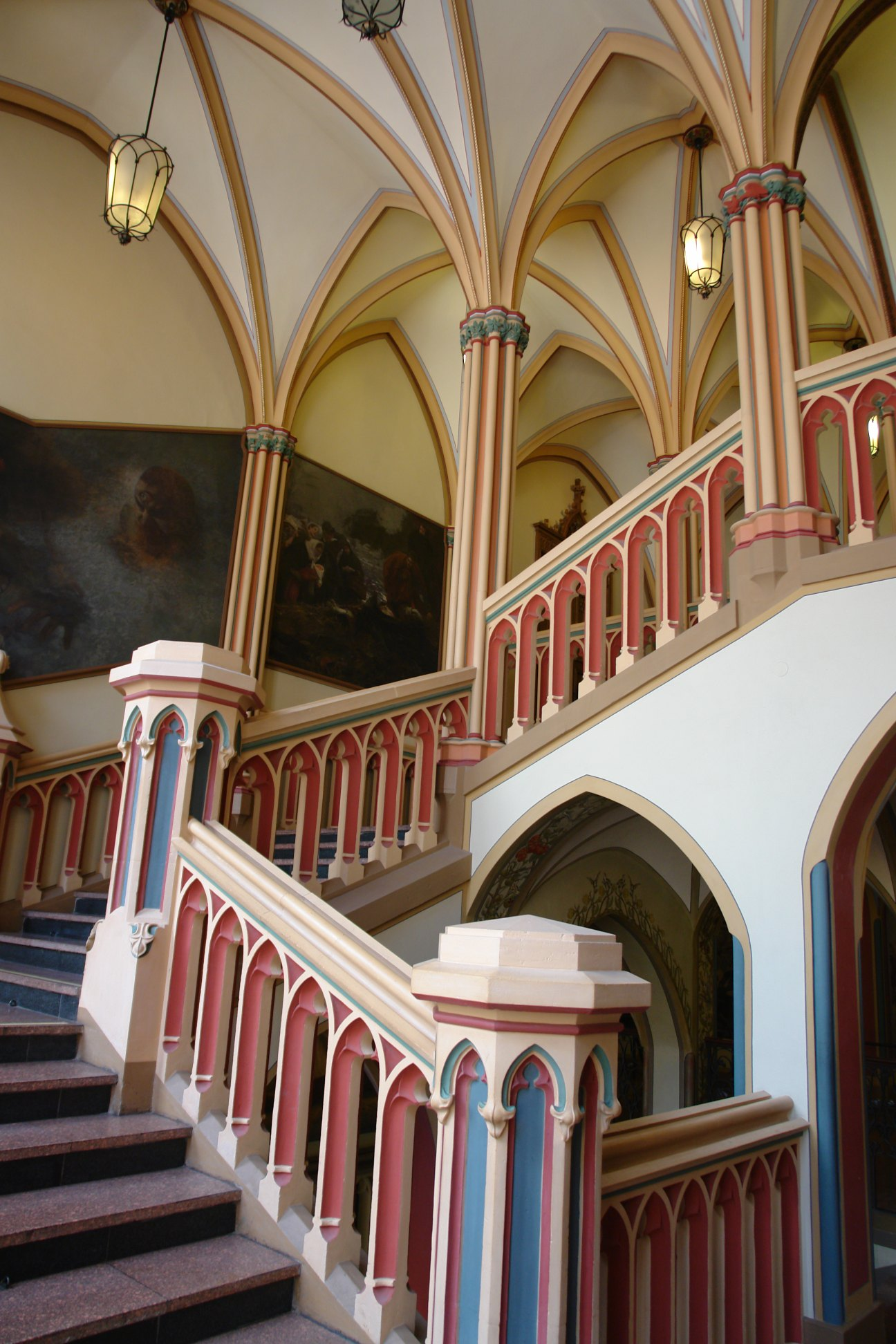
Schodiště
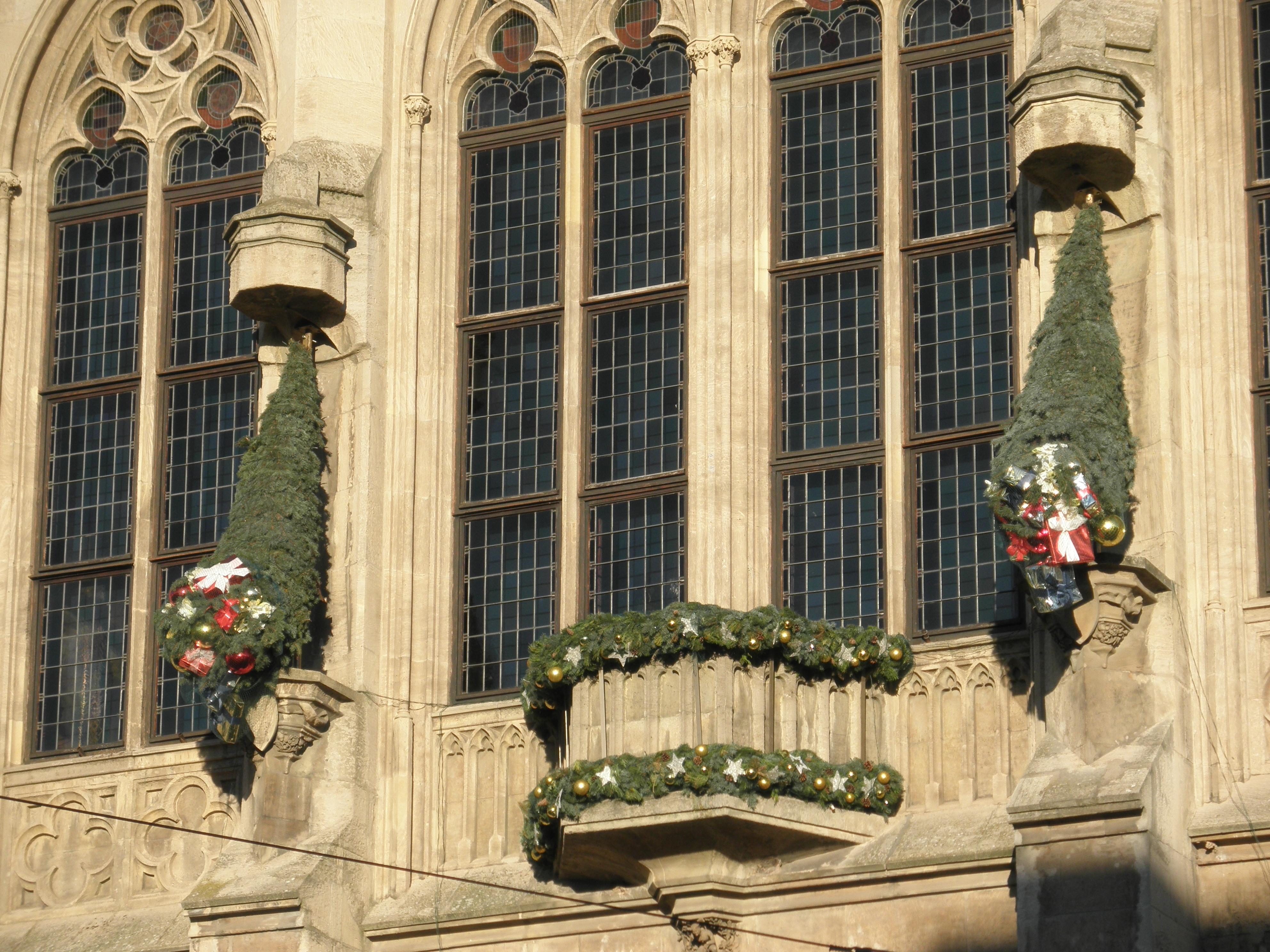
Místo kde byli dříve umístěny sochy Fridricha I. a Viléma I.
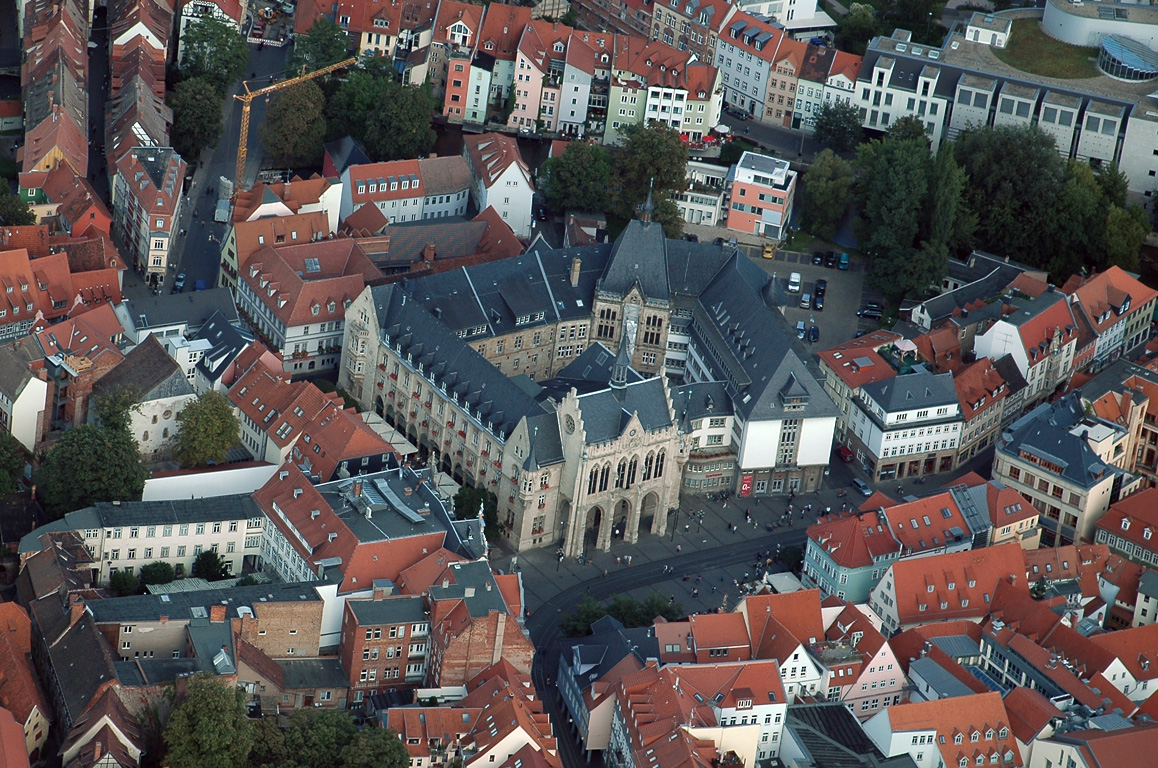
Pohled z výšky